# William Yegon
William Kiprono Yegon (né le 10 janvier 1983) est un athlète kényan, spécialiste des courses de fond.

## Biographie
Le 25 octobre 2015, William Yegon termine deuxième du marathon de Hefei, en Chine, avec un chrono de 2 h 10 min 13 s.
Le 26 février 2016, il remporte le marathon de Tel-Aviv en 2 h 10 min 51 s.
Le 7 mai 2017, William Yegon établit le nouveau record masculin du marathon de Genève en courant en 2 h 10 min 31 s. Le 6 mai 2018, Yegon remet son titre en jeu et remporte à nouveau l'épreuve en 2 h 12 min 10 s sous une chaleur étouffante.

## Palmarès
| Date | Compétition          | Lieu     | Résultat | Épreuve  |
| ---- | -------------------- | -------- | -------- | -------- |
| 2015 | Marathon de Hefei    | Hefei    | 2e       | Marathon |
| 2016 | Marathon de Tel-Aviv | Tel-Aviv | 1er      | Marathon |
| 2017 | Marathon de Genève   | Genève   | 1er      | Marathon |
| 2018 | Marathon de Genève   | Genève   | 1er      | Marathon |
| 2019 | Marathon de Lagos    | Lagos    | 3e       | Marathon |

## Records
| Épreuve       | Performance     | Lieu      | Date            |
| ------------- | --------------- | --------- | --------------- |
| Semi-marathon | 1 h 4 min 21 s  | Paderborn | 11 avril 2009   |
| Marathon      | 2 h 10 min 13 s | Hefei     | 25 octobre 2015 |